# Eurosatory

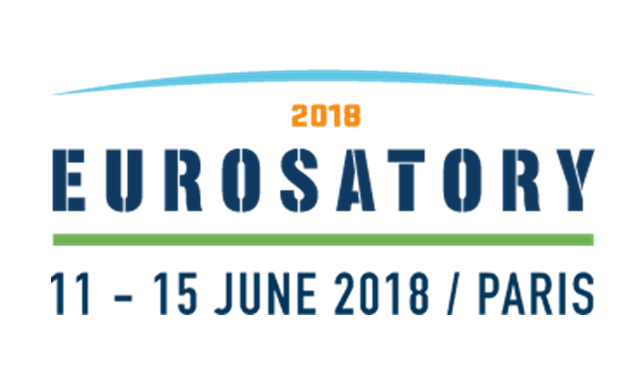
Eurosatory 2018

Eurosatory – targi przemysłu zbrojeniowego produkującego broń przeznaczoną dla wojsk lądowych, drugie co do wielkości targi na świecie. Prezentują głównie przemysł francuski. Odbywają się w czerwcu w Paryżu. W targach biorą udział wszystkie renomowane koncerny np. Nexter, BAE Systems, Bumar i inne.
W 2008 na targach Eurosatory odbyła się premiera samochodu patrolowego AMZ Tur 2.